# واحه بخارا
واحه بخارا (انگلیسی: Oasis of Bukhara) یک ناحیه حاصلخیز در قسمت جنوب‌شرقی ازبکستان است که توسط رود زرافشان شکل گرفته‌است. این واحه دارای تراکم جمعیت بالایی است. این واحه، دست‌کم حدود دوهزار و پانصد سال منطقه ای مسکونی بوده‌است. بعد از اینکه به بخشی از جاده ابریشم تبدیل شد، تأثیر آن بر مناطق مجاور افزایش یافت. این واحه در قرن نهم توسط اعراب فتح شده بود. در سال ۲۰۱۹، حدود ۱٫۲ میلیون نفر در آن زندگی می‌کردند در حالیکه مساحت آبیاری آن به ۲۳۰٬۰۰۰ هکتار می‌رسد.